# ATP Challenger Tour Finals de 2012
O ATP Challenger Tour Finals de 2012 foi um torneio de tênis realizado na quadra de piso rápido coberta, do Ginásio do Ibirapuera, em São Paulo, Brasil, entre 27 de novembro e 1º de dezembro de 2012 e fez parte do ATP Challenger Tour. Esta foi a segunda edição do evento.

## Formato
Os sete melhores jogadores da temporada de torneios da série ATP Challenger Tour, além do jogador convidado pelo país organizador, participaram do evento, divididos em dois grupos de quatro jogadores cada.
Durante a primeira fase, os jogadores disputavam contra todos dentro de cada chave, onde os dois melhores de cada grupo avançavam às semifinais, com os vencedores de um grupo que enfrentavam os vice-líderes do outro grupo.
Os vencedores das semifinais decidiam o campeonato.

## Pontos e Premiação
A premiação total do evento era de US$220.000, distribuídos da seguinte maneira:
| Fase                                     | Premiação       | Pontos  |
| ---------------------------------------- | --------------- | ------- |
| Campeão                                  | FG + US$ 66.000 | FG + 80 |
| Vice-Campeão                             | FG + US$ 21.000 | FG + 30 |
| Vitórias por jogo na Fase de Grupos (FG) | US$ 6.300       | 15      |
| Participação                             | US$ 6.300       | —       |
| Alternates                               | US$ 3.500       | —       |

- FG: é a pontuação ou premiação por vitória durante a fase de grupos.

## Grupos
Os oito jogadores participantes foram divididos em dois grupos de quatro jogadores cada.

### Grupo Verde
| Jogador                   | Ranking |
| ------------------------- | ------- |
| Thomaz Bellucci (1/WC)    | 33      |
| Rubén Ramírez Hidalgo (4) | 96      |
| Adrian Ungur (6)          | 112     |
| Guido Pella (7)           | 124     |
| Thiago Alves (9/Alt)      | 131     |

WC = Wild Card - Jogador que recebeu o convite da organização

Alt = Thiago Alves entrou como Alternate a partir da segunda rodada da Fase de Grupos, em substituição ao também brasileiro Thomaz Bellucci, que abandonou a competição, por conta de uma contusão no ombro esquerdo 

### Grupo Amarelo
| Jogador            | Ranking |
| ------------------ | ------- |
| Paolo Lorenzi (2)  | 63      |
| Victor Hanescu (3) | 64      |
| Aljaz Bedene (5)   | 98      |
| Gastão Elias (8)   | 144     |

## Resultados

### Fase de Grupos

#### Grupo Verde
| Data                   | Vencedor                                   | Perdedor                                         | Placar                                |
| ---------------------- | ------------------------------------------ | ------------------------------------------------ | ------------------------------------- |
| 27 de novembro (Dia 1) | Adrian Ungur (6) Guido Pella (7)           | Rubén Ramírez Hidalgo (4) Thomaz Bellucci (1/WC) | 6-4, 4-6, 6-2 4-6, 7-6(7-5), 7-5      |
| 28 de novembro (Dia 2) | Adrian Ungur (6) Rubén Ramírez Hidalgo (4) | Guido Pella (7) Thiago Alves (9/Alt)             | 4-6, 7-6(8-6), 7-6(7-5) 6-3, 7-6(7-3) |
| 29 de novembro (Dia 3) | Thiago Alves (9/Alt) Guido Pella (7)       | Adrian Ungur (6) Rubén Ramírez Hidalgo (4)       | 7-6(8-6), 6-2 7-6(7-4), 6-2           |

#### Grupo Amarelo
| Data                   | Vencedor                             | Perdedor                             | Placar                      |
| ---------------------- | ------------------------------------ | ------------------------------------ | --------------------------- |
| 27 de novembro (Dia 1) | Victor Hanescu (3) Paolo Lorenzi (2) | Aljaz Bedene (5) Gastão Elias (8)    | 7-6(7-5), 7-6(7-5) 7-5, 6-2 |
| 28 de novembro (Dia 2) | Aljaz Bedene (5) Victor Hanescu (3)  | Gastão Elias (8) Paolo Lorenzi (2)   | 6-3, 6-7(5-7), 6-3 6-3, 6-4 |
| 29 de novembro (Dia 3) | Gastão Elias (8) Aljaz Bedene (5)    | Victor Hanescu (3) Paolo Lorenzi (2) | 3-6, 7-5, 6-3 6-1, 6-3      |

## Classificação

### Grupo Verde
| Rank | Jogador                   | Jogos | Sets | Games |
| ---- | ------------------------- | ----- | ---- | ----- |
| 1    | Guido Pella (7)           | 2-1   | 5-3  | 49-43 |
| 2    | Adrian Ungur (6)          | 2-1   | 4-4  | 42-43 |
| 3    | Rubén Ramírez Hidalgo (4) | 1-2   | 3-4  | 33-38 |
| 4    | Thiago Alves (9/Alt)      | 1-1   | 2-2  | 22-21 |
| 5    | Thomaz Bellucci (1/WC)    | 0-1   | 1-2  | 17-18 |

### Grupo Amarelo
| Rank | Jogador            | Jogos | Sets | Games |
| ---- | ------------------ | ----- | ---- | ----- |
| 1    | Victor Hanescu (3) | 2-1   | 5-2  | 40-35 |
| 2    | Aljaz Bedene (5)   | 2-1   | 4-3  | 42-31 |
| 3    | Gastão Elias (8)   | 1-2   | 3-5  | 36-45 |
| 4    | Paolo Lorenzi (2)  | 1-2   | 2-4  | 24-31 |

## Semifinais
| Data                   | Vencedor                         | Perdedor                            | Placar                 |
| ---------------------- | -------------------------------- | ----------------------------------- | ---------------------- |
| 30 de novembro (Dia 4) | Adrian Ungur (6) Guido Pella (7) | Aljaz Bedene (5) Victor Hanescu (3) | 6-4, 6-1 7-6(7-3), 6-2 |

## Final
| Data                  | Campeão         | Vice-Campeão     | Placar                  |
| --------------------- | --------------- | ---------------- | ----------------------- |
| 1 de dezembro (Dia 5) | Guido Pella (7) | Adrian Ungur (6) | 6-3, 6-7(4-7), 7-6(7-4) |